# ხ
Das Xan (ხ) ist der 31. Buchstabe des georgischen Alphabets. Der Buchstabe stellt den Laut [⁠x⁠] dar und wird im Deutschen mit dem Digraphen ch transkribiert.
Heute wird im Mchedruli-Alphabet nur noch das ხ verwendet. Im historischen Chutsuri-Alphabet gab es noch den Großbuchstaben Ⴞ; das kleingeschriebene Pendant dazu war das ⴞ.
Es war dem Zahlenwert 6000 zugeordnet.

## Zeichenkodierung
Das Xan ist in Unicode an den Codepunkten U+10EE (Mchedruli) bzw. U+10BE (Chutsuri-Großbuchstabe) und U+2D1E (Chutsuri-Kleinbuchstabe) zu finden.